# Bunks
Bunks (Acampamento do Medo no Brasil) é um filme canadense de 2013 produzido pela Fresh TV e transmitido pelo Disney XD. Inclui os atores Dylan Schmid, Atticus Dean Mitchell, Leigh Truant, Aidan Shipley e Emilia McCarthy. Foi filmado em Kenora, Ontário.  Estreou no Disney XD nos EUA em 27 de outubro de 2013.
Dois irmãos encrenqueiros levam um bando de garotos a quebrar todas as regras em um acampamento de verão. Mas os problemas começam mesmo quando eles, acidentalmente, liberam uma maldição que torna real uma história de acampamento sobre zumbis.

## Enredo
Em 1972, no acampamento "Lago sussurrante", um campista procura por seus colegas, mas após ouvir um som estranho vindo da mata ele corre para dentro de um banheiro. Depois de fazer uma barricada, ele escuta algo batendo com força na porta. A polícia chega mas não encontra nada.
Nos dias atuais, os adolescentes Dylan e Dane estão sendo enviados para um acampamento militar por incendiarem a garagem de seus pais com um foguete de brinquedo. Eles conseguem persuadir os acampantes Sanjay e Delroy do acampamento "Mata fechada" e trocam de lugar com eles.
Chegando na ilha, os dois vêem que são monitores de 5 garotos totalmente desfuncionais no grupo "Esquilo", e Dane logo vira rival do monitor do grupo "Texugo", Brogan. Depois de uma sessão de fotos, durante o almoço, eles decidem esconder o troféu do concurso de melhor grupo em uma cabana abandonada (a mesma do início do filme) e encontram um velho manuscrito de histórias de terror. Mais tarde, eles contam duas histórias na fogueira, uma sobre uma garota que acorda com um bigode e outra sobre um monitor que morreu durante a iniciação e foi revivido como um zumbi. Dane dá um susto em Brogan e o faz mijar nas calças, enquanto isso, uma pequena labareda flutua e cria o hospital da história nas proximidades, de onde Anson Minor, o zumbi, sai pela porta. Eles decidem "atacar a cozinha" junto dos outros monitores. Enquanto isso, o monitor Wookiee é atacado pelo zumbi.
Na manhã seguinte, a monitora Lauren acorda com um bigode e Wookiee aparece meio estranho. Durante um jogo de queimado, Dane coloca laxante na bebida dos "Texugos" e os faz serem eliminados. "Genius Bar" tenta fugir após ser insultado por outros campistas, mas Dylan consegue faze-lo mudar de ideia e revela que mentiu para vir ao acampamento. Lauren conversa com Dylan e vai embora após ele falar do bigode.
Dylan vai perguntar ao gerente do acampamento Crawl sobre a regra de não contar histórias de terror, e Crawl revela que algo estranho aconteceu um tempo atrás, quando o Mata Fechada era o acampamento Lago Sussurante, onde todos os campistas desapareceram sem deixar rastros, então eles fizeram uma política de não contar histórias assustadoras (é muito provável que o livro tenha sido o responsável). Depois de saber disso, Dylan tenta avisar a todos na fogueira, mas ninguém o escuta. Ele corre para avisar a Dane, e acabam sendo atacados por Anson. Todos correm para dentro do hospital, onde Dylan e Dane conseguem acalmar Anson com uma coleira, mas dizem que ele deve ficar no hospital. Após irem embora, Brogan chega e acaba quebrando o controle remoto, fazendo Anson perder o controle.
No dia seguinte, todos acordam e percebem que a ilha foi tomada pelos zumbis. Dylan salva Lauren de ser atacada e o grupo bola um plano: Entrar no hospital, fazer um antídoto e curar todos os zumbis. "Genius Bar" e "Sorriso" vão e conseguem trazer uma fórmula modificada de volta, enquanto dão de cara com os verdadeiros Sanjay e Delroy. Todos os zumbis são curados e Genius Bar conserta o controle remoto, acalmando Anson.
A ilha inteira comemora com uma festa em estilo havaiano. Dane queima o livro e Dylan diz que agora nenhum zumbi voltará a vida e fica feliz que ninguém leu outra história em voz alta, mas Alice lembra que leu todas as histórias. Enquanto a câmera desce, uma barbatana é vista passando ao lado de um bote afundado, indicando que os campistas podem ser vítimas no futuro.

## Elenco
- Dylan Schmid como Dylan O 'Reilly
- Aidan Shipley como Dane O 'Reilly
- Atticus Mitchell como Wookiee
- Emilia McCarthy como Lauren
- Leigh Truant como Alice
- Ferron Guerreiro como Jan
- Christian Potenza como Crawl
- Markian Tarasiuk como Brogan
- Zane Davis como Genius Bar
- Drew Davis como Sorriso
- Michael Levinson como Hollywood
- Grant Westerholm como X-Burger
- Nicholas Bode como Crepúsculo
- Aaron Hall como Delroy
- Varun Saranga como Sanjay
- Tom Keenan como Anson Minor

## Lançamento
O filme foi lançado em 27 de outubro de 2013 no Canadá. Em 11 de junho de 2014 foi criado o site oficial do Camp Zombie (Exclusivamente para a América Latina) no Facebook.